# Хомстед (Флорида)
Хомстед (енгл. Homestead) град је у америчкој савезној држави Флорида. По попису становништва из 2010. у њему је живело 60.512 становника.

## Демографија
Према попису становништва из 2010. у граду је живело 60.512 становника, што је 28.603 (89,6%) становника више него 2000. године.
| Група             | 2000.          | 2010.          |
| Белци             | 7.295 (22,9%)  | 9.684 (16,0%)  |
| Афроамериканци    | 7.194 (22,5%)  | 12.316 (20,4%) |
| Азијати           | 243 (0,8%)     | 724 (1,2%)     |
| Хиспаноамериканци | 16.537 (51,8%) | 38.078 (62,9%) |
| Укупно            | 31.909         | 60.512         |